# Shaku Soyen
Shaku Soyen est un nom japonais traditionnel ; le nom de famille (ou le nom d'école), Shaku, précède donc le prénom (ou le nom d'artiste).
Shaku Soyen (釈 宗演, écrit en japonais moderne Shaku Sōen ou Kōgaku Shaku Sōen), né le 10 janvier 1860 à Kanagawa au Japon et décédé à l'âge de 59 ans, le 29 octobre 1919 à Kamakura, est un moine japonais, maître zen de l'école Rinzai et abbé du Kenchō-ji et de l'Engaku-ji à Kamakura. Il a été le disciple d'Imakita Kosen qui fut abbé de l'Engaku-ji.
Il fut le premier maître bouddhiste zen à enseigner aux États-Unis. Il fut également le maître et l'enseignant de D.T. Suzuki.

## Biographie
Durant sa jeunesse, son maître Kosen et d'autres remarquent rapidement ses dons. Après avoir étudié trois ans à l'université Keiō, à l'âge de 25 ans, il reçoit la transmission de dharma de Kosen; il est ensuite nommé responsable de l'enseignement religieux au bureau d'éducation, ainsi que patriarche de l'Engaku-ji de Kamakura. En 1887, Soyen se rend à Ceylan pour étudier la langue pali et le bouddhisme theravāda et mène une vie errante de bhikkhu pendant trois ans. À son retour au Japon en 1890, il enseigne au zendō de Nagata. En 1892, après la mort de Kosen, Soyen devient le maître zen de l'Engaku-ji.
En 1893, Soyen fait partie de la délégation japonaise de quatre bonzes et de deux laïques qui participe au Parlement des religions de Chicago organisé par John Henry Barrows (en) et Paul Carus. Soyen représente le zen Rinzai, les cinq autres le Jōdo Shinshū, le Nichiren, le Tendai et d'autres écoles ésotériques. Il prépare un discours au Japon qui est traduit en anglais par son étudiant (alors jeune et inconnu) Daisetz Teitaro Suzuki, et qui sera lu durant la conférence par Barrows. Le sujet en est la « loi de cause et effet, telle qu'enseignée par le Bouddha ». Par la suite, Soyen livre une « médiation pour éviter la guerre ».
Il rencontre durant la conférence Paul Carus, éditeur à LaSalle dans l'Illinois. Avant le retour de Soyen au Japon, Carus lui demande d'envoyer aux États-Unis une personne connaissant le bouddhisme zen et capable de s'exprimer en anglais. Soyen demande alors à son élève Daisetz Teitaro Suzuki de se rendre aux États-Unis, où il deviendra le principal enseignant du bouddhisme zen en Occident et sera traducteur pour la maison d'édition de Carus.
Soyen sert ensuite comme aumônier militaire de l'armée japonaise durant la guerre russo-japonaise. En 1904, l'écrivain russe Léon Tolstoï demande à Soyen de dénoncer la guerre avec lui, mais ce dernier refuse, déclarant que « ... parfois le meurtre et la guerre sont nécessaires pour défendre les valeurs et l'harmonie d'un pays, d'une race ou d'individus innocents ». Après le conflit, Soyen attribue la victoire du Japon à sa culture samouraï.
En 1905, Soyen Shaku retourne en Amérique sur invitation d'Alexandre Russell et son épouse. Il séjourne neuf mois dans leur résidence de San Francisco et enseigne le zen à la famille entière. Mrs. Russell est la première Américaine à étudier les kōans. Peu de temps après son arrivée, il est rejoint par son élève Nyogen Senzaki (en). Durant ce séjour, il donne également des conférences en Californie, dont quelques-unes à des immigrants japonais; certaines de ces conférences seront traduites en anglais par Daisetz Teitaro Suzuki. Après un voyage en train à travers les États-Unis en mars 1906, il discute du bouddhisme mahāyāna tel que Suzuki l'a présenté, avant de revenir au Japon via l'Europe, l'Inde et le Ceylan.
Soyen Shaku meurt le 29 octobre 1919 à Kamakura.

## Héritiers de dharma
- Tetsuo Sōkatsu (en)[10]

## Œuvres
- Sermons of a Buddhist Abbot: A Classic of American Buddhism. Three Leaves. 2004.  (ISBN 0-385-51048-9)
- Zen for Americans. Open Court. 1989.  (ISBN 0-87548-273-2)